# No 309
No 309 (Angola/Moçambique: N° 309) é uma telenovela turca, produzida pela Gold Film e exibida pela Fox de 1 de junho de 2016 a 25 de outubro de 2017, em 65 episódios, dirigida por Hasan Tolga Pulat.
Conta com as participações de Demet Özdemir, Furkan Palalı e Sumru Yavrucuk.

## Elenco
| Ator/Atriz                   | Personagem            |
| ---------------------------- | --------------------- |
| Demet Özdemir                | Lale Yenilmez Sarıhan |
| Furkan Palalı                | Onur Sarıhan          |
| Sumru Yavrucuk               | Songül Yenilmez       |
| Erdal Özyağcılar             | Yıldırım Yenilmez     |
| Nurşim Demir                 | İsmet Sarıhan         |
| Gökçe Özyol                  | Kurtuluş Yorulmaz     |
| Cihan Ercan                  | Erol Sarıhan          |
| Özlem Tokaslan               | Yıldız Sarıhan        |
| Suat Sungur                  | Fikret Sarıhan        |
| Sevinç Erbulak / Beyti Engin | Şadi Sarıhan          |
| Fatma Toptaş                 | Nilüfer Yorulmaz      |
| İrem Helvacıoğlu             | Pelinsu Yalın         |
| Pelin Uluksar                | Nergis Yenilmez       |
| Murat Tavlı                  | Samet Yetiş           |
| Ceren Taşçı                  | Filiz Sarıhan         |
| Fatih Ayhan                  | Doktor Onur Saygın    |
| Eda Özel                     | Şebnem Yalın          |
| Ömrüm Nur Çamçakallı         | Gülşah Yorulmaz       |

## Transmissão lusófona
Nos países lusófonos Angola e Moçambique, a trama estreou em 30 de setembro de 2019, sob o título de N° 309 pelo canal de televisão por assinatura BoomTV.